# 曼热雪珠敏珠林寺
曼热雪珠敏珠林寺（藏语称“曼热雪珠敏珠林”，意为“曼热讲修成熟解脱洲”），俗称“木合萨寺”，是中国青海省黄南藏族自治州同仁市曲库乎乡木合萨村的北山坡上的一座苯教寺院，为贵德县境内的却毛寺之属寺。

## 简介
该寺位于同仁市市区以南约20公里处，坐西朝东。相传该寺建于15世纪。1958年，该寺有经堂一座80间，僧舍15院90间，占地面积约16亩；静修者共十多人，不穿袈裟；寺院还有马20匹，牛80头，羊200只。1958年宗教改革时，该寺关闭。
1982年，该寺重新开放。到2000年代，有僧人70余人，在现任寺主活佛王家仑·格勒楞智尖措次正木的主持下，修建经堂一座111间、佛堂一座、囊欠一院36间、僧舍19院，该寺占地面积20亩，有牛100头，造林40多亩，并设有一处藏医诊疗所，常年为民众免费治病。